# Pentling (Adelsgeschlecht)

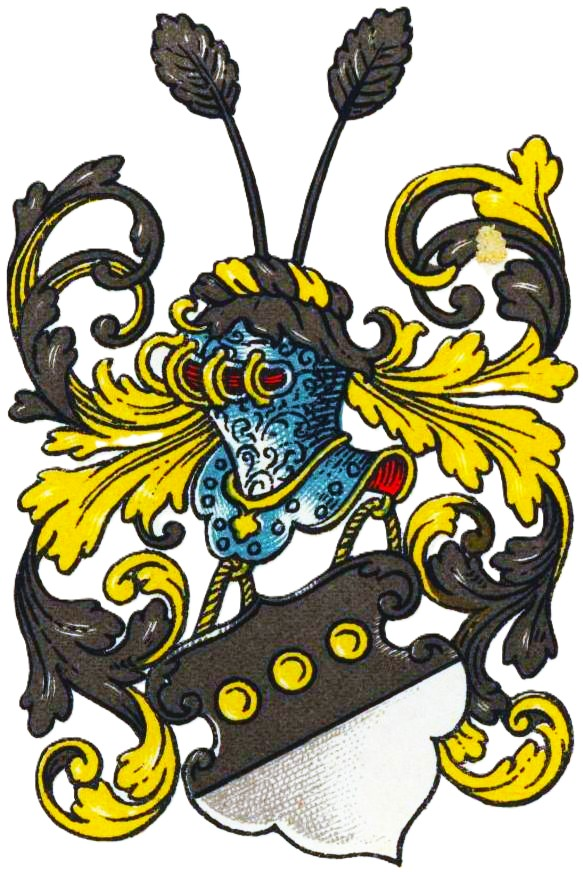
Wappen derer von Pentling im Wappenbuch des Westfälischen Adels

Pentling (auch Pentelink, Pentlinck, Pentling genannt Wanebolen, Pentling genannt Potrode o. ä.) ist der Name eines erloschenen westfälischen Adelsgeschlechts.

## Geschichte
Das Geschlecht gehörte dem Landadel der Grafschaft Mark an und war in der namensgebenden Bauerschaft Pentling in Hilbeck, heute ein Ortsteil der Stadt Werl, ansässig. Die ritterbürtige Familie erscheint bereits 1279 mit dem wohlgeborenen Ludolf von Pentling (vir bone nationis). Das benachbarte Haus Hilbeck hatte die Familie schon 1465 und noch 1607 inne. Ferner hatte die Familie Besitz zu Wamel bei Soest (urkundlich 1421), Mundloh (1473–1526), Westhemmerde (1451–1594) und Budberg (1455–1487).
In der zweiten Hälfte des 16. bis Anfang des 17. Jahrhunderts gehörte Rembert Pentelinckh († 1602), Sohn des Ritterschaftsangehörigen Hermann Pentling zu Hilbeck und Hemmerde und der Anna von Galen, zum Soester Stadtadel. 1564 wurde er in die Bürgerschaft aufgenommen. In den 1570er Jahren heiratete er eine Gresemund, eine Soester Stadtadelige. Ab 1569 war er vielfach Mitglied des Stadtrats. 1597 wurde er schließlich erstmals Soester Bürgermeister. Dieses Amt hatte er mit einer Unterbrechung 1599–1601 bis zu seinem Tod inne.
Leopold von Ledebur und Ernst Heinrich Kneschke berichten abweichend, dass die Familie im Mannesstamm mit Hermann von Pentlinck († 1594), dem Bruder des o. g. Bürgermeisters Rembert Pentling, ausgestorben sei. Letzte Namensträgerin war dessen Gemahlin, Anna von Beringhaus, die am 20. Januar 1607 verstarb. Die Eheleute hätten nur Töchter gehabt. Laut Max von Spießen erlosch die Familie im Mannesstamm mit dem Tod von „Lambert v. P.“, der 1599 noch gelebt habe. Damit meinte Spießen vermutlich den genannten Rembert Pentling, der nur eine Tochter hatte, die in das Geschlecht Cubach einheiratete. Entsprechend hielt ein Soester Ratsprotokoll 1602 beim Tod des Bürgermeisters Rembert Pentling fest, dass er der Letzte im Mannesstamm war.

## Persönlichkeiten
- Johannes Pentling († 1471), Domherr in Münster und Paderborn
- Rembert Pentling († 1602), vierfacher Soester Bürgermeister

## Wappen

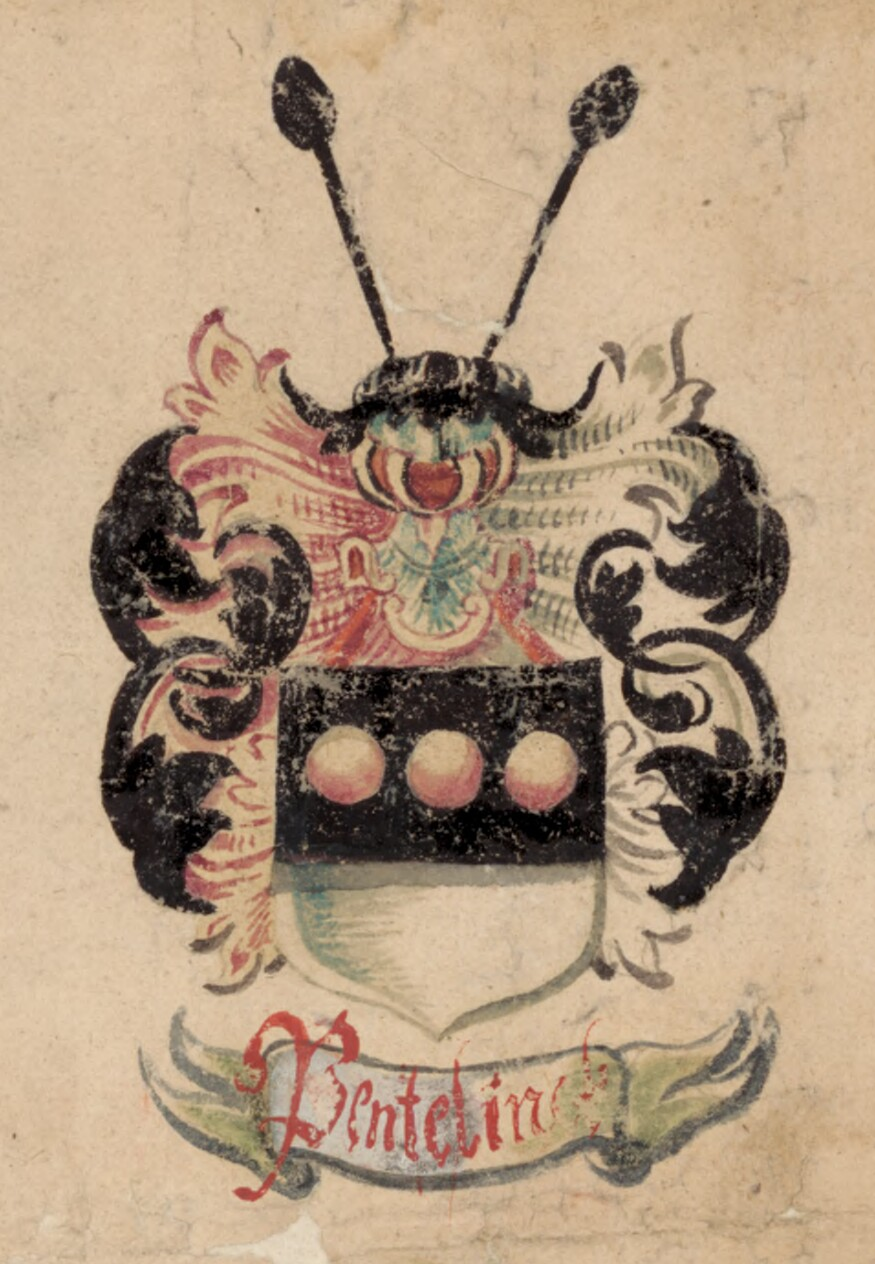
Wappen der Pentelinck auf einer Aufschwörungstafel

Blasonierung: Von Schwarz über Silber geteilt, oben drei goldene Kugeln (Goldmünzen?) nebeneinander. Auf dem schwarz-golden bewulsteten Helm mit schwarz-goldenen Helmdecken zwei schwarze Blätter an langen Stielen.